# Tauranga

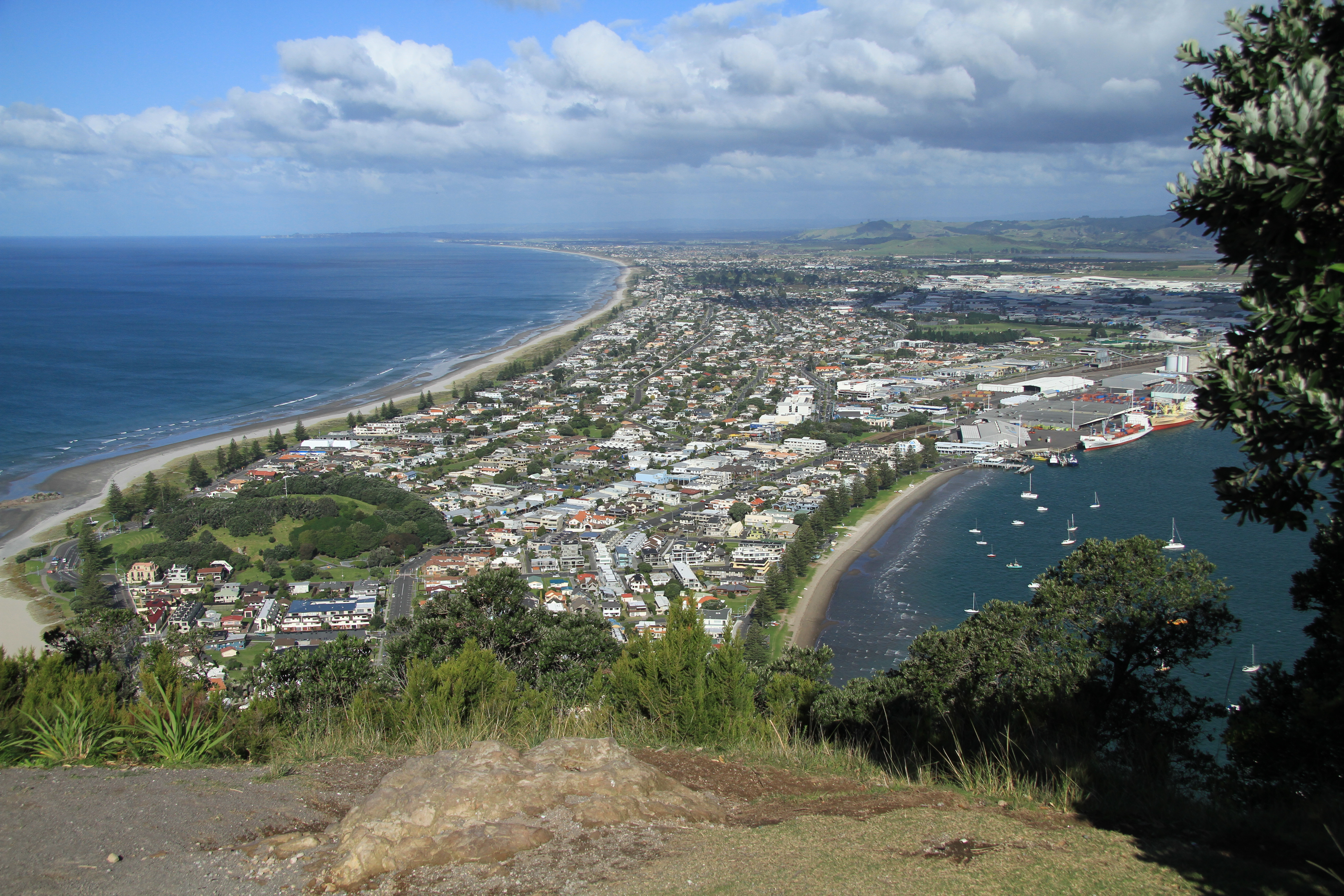
Blick von Mount Maunganui nach Osten auf den gleichnamigen Stadtteil

Tauranga, offizielle Bezeichnung: Tauranga City, ist eine Hafenstadt und eine eigenständige Territorial Authority (Gebietskörperschaft) auf der Nordinsel von Neuseeland. Die Stadt ist Sitz des Bay of Plenty Regional Council und des Western Bay of Plenty District Council. Der Rat für die Stadt selbst wird Tauranga City Council genannt.

## Namensherkunft
Tauranga bedeutet ins Deutsche übersetzt so viel wie Ankerplatz oder Rastplatz.

## Geographie

### Geographische Lage
Tauranga City liegt rund 150 km südöstlich von Auckland im westlichen Teil der Bay of Plenty. Die Stadt verfügt über eine Landfläche von 135 km² und zählte 2013 im Census 114.789 Einwohner. Damit hat Tauranga eine Bevölkerungsdichte von 851,9 Einwohner pro km² und ist damit die Stadt mit der zweithöchsten Bevölkerungsdichte des Landes. Tauranga wird im Westen, Süden und Osten vom Western Bay of Plenty District umschlossen, während die Küste des Pazifischen Ozeans die nördliche Stadtgrenze bildet.
Landschaftlich liegt die Stadt im Südosten des Tauranga Harbour, einem großflächigen Naturhafen, der durch Matakana Island vom Südpazifik abgegrenzt wird. Westlich von Tauranga und Tauranga Harbour verlaufen die Kaimai Range, im Süden die großen Waldgebiete des Kaimai Mamaku Forest Parks mit seinen östlich angrenzenden Wäldern der Puwhenua und Te Matai sowie Oropi Forests. Nach Osten läuft das Stadtgebiet an den langen breiten Stränden der Bucht der Bay of Plenty aus. Der einzige größere Fluss im Stadtgebiet, der Wairoa River, verläuft von den Kaimai Range kommend im westlichen Teil der Stadt und mündet westlich der Stadtteile Bethlehem und Wairoa Pa in den Tauranga Harbour.

### Stadtteile
Die Stadtteile bzw. Suburbs, die das Stadtzentrum von Tauranga City umgeben, sind von West nach Ost:
- westlich von Tauranga City: Bellevue, Bethlehem, Brookfield, Judea, Matua, Otumoetai, Te Puna, Wairoa.
- südlich von Tauranga City: Gate Pa, Greerton, Hairini, Ohauiti, Oropi, Parkvale, Poike, Tauranga South.
- südwestlich von Tauranga City: Lower Kaimai, Omanawa, Pyes Pa, Tauriko.
- östlich von Tauranga City: Kairua, Maungatapu, Matapihi, Mount Maunganui, Papamoa Beach, Waitao, Welcome Bay.

### Klima
Bei bevorzugten moderaten südwestlichen Windrichtungen liegen die mittleren Tagestemperaturen im Sommer um 23 °C und im Winter um 7 °C. Die Sonnenscheindauer pendelt sich um die 2000 Stunden pro Jahr ein und die Niederschläge zwischen 1000 und 1100 mm auf das Jahr gerechnet.

## Geschichte

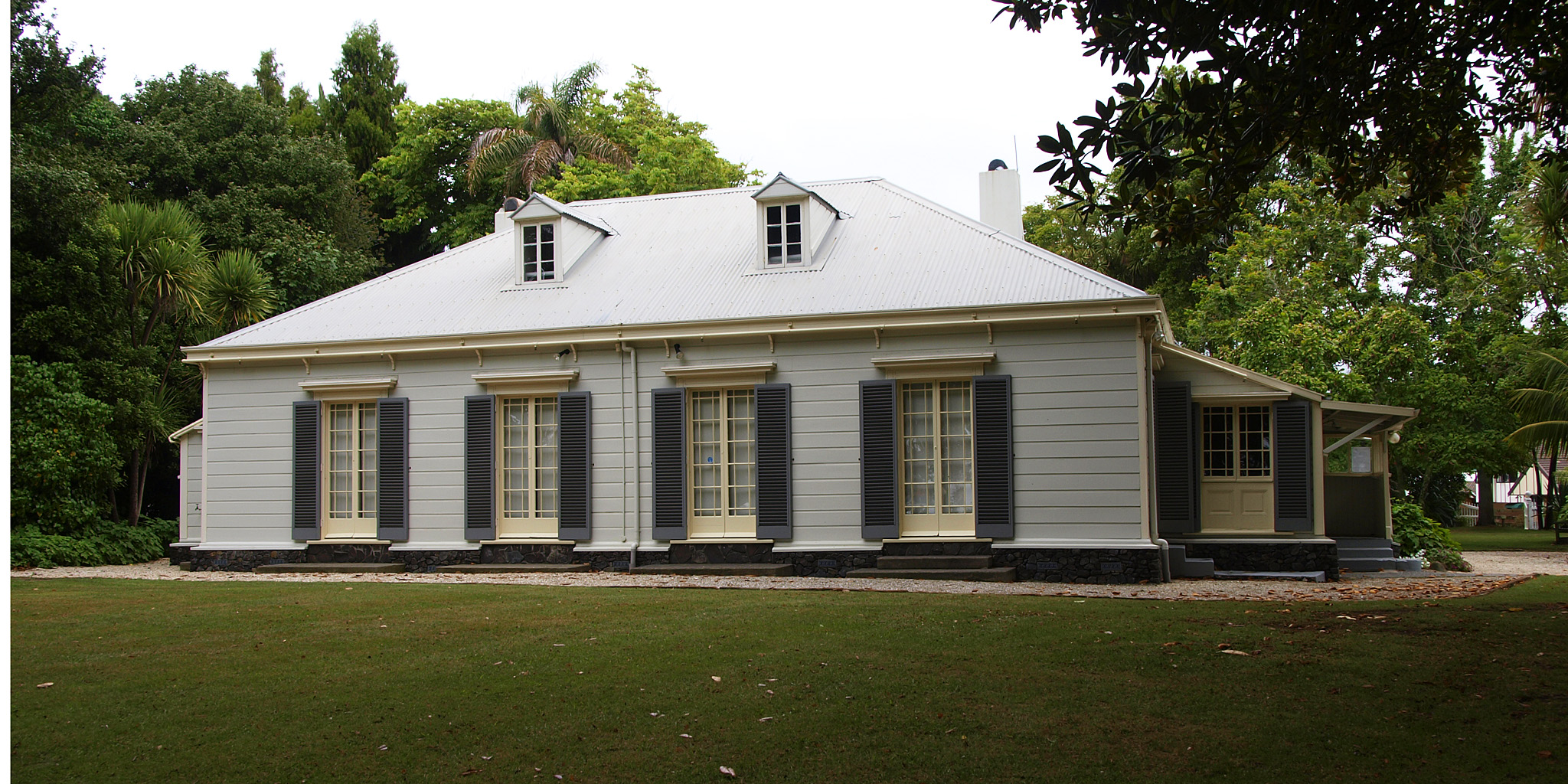
Elms Mission Station

Die europäisch geprägte Geschichte von Tauranga begann 1838, als Alfred Nesbit Brown, ein Missionar der Anglican Church Missionary Society (CMS), am nördlichen Ende der Halbinsel Te Papa (heute Stadtzentrum von Tauranga) von den Māori 12,5 Hektar Land kaufte, um dort zwischen zwei größeren Pā (Dorf) eine Missionsstation zu errichten. Brown begann noch im selben Jahr mit den Arbeiten, kaufte 1839 weitere 240 Hektar Land hinzu und vollendete die Missionsstation im Jahr 1847. Nach Brown ließen sich auch Händler, die schon seit Jahren in der Gegend Handel trieben, nieder. Einer der Ersten von ihnen war John Lees Faulkner, ein Händler, Schiffsbauer und Landmaschinenhersteller.
Nach Beginn des Waikato-Kriegs im Jahr 1863, erreichten die Kriegshandlungen 1864 schließlich auch die Gegend um Tauranga. Britische Soldaten besetzten das Land der Missionsstation, führten gegen die lokalen Māori-Stämme Krieg (Gate Pā am 29. April und Te Ranga am 21. Juni) und zerstörten damit auch die Missionsarbeit von Brown. Nach Ende des Krieges im August 1864 wurde das Land der Māori konfisziert und die Enteignung mit dem Tauranga Lands Act of 1867 nachträglich legalisiert. Stadtnahes Land wurde zu Siedlungszwecken an Soldaten vergeben, private Siedler bekamen Land außerhalb.
Die so neu entstandene Siedlung wurde zuerst vom North Highways District Board verwaltet, doch nachdem die Siedlung die Zahl von 250 Familien erreicht hatte, wurde Tauranga am 21. Februar 1882 offiziell gegründet und bekam mit George Vesey Stewart einen eigenen Bürgermeister inklusive eigener Verwaltung. Tauranga zählte in diesem Jahr rund 1.200 Einwohner. Infolge einer ökonomischen Krise, die in den 1880er Jahren das gesamte Land erfasste, verringerte sich die Einwohnerzahl von Tauranga zusehends und sollte bis 1911 nicht wieder auf den alten Stand kommen.

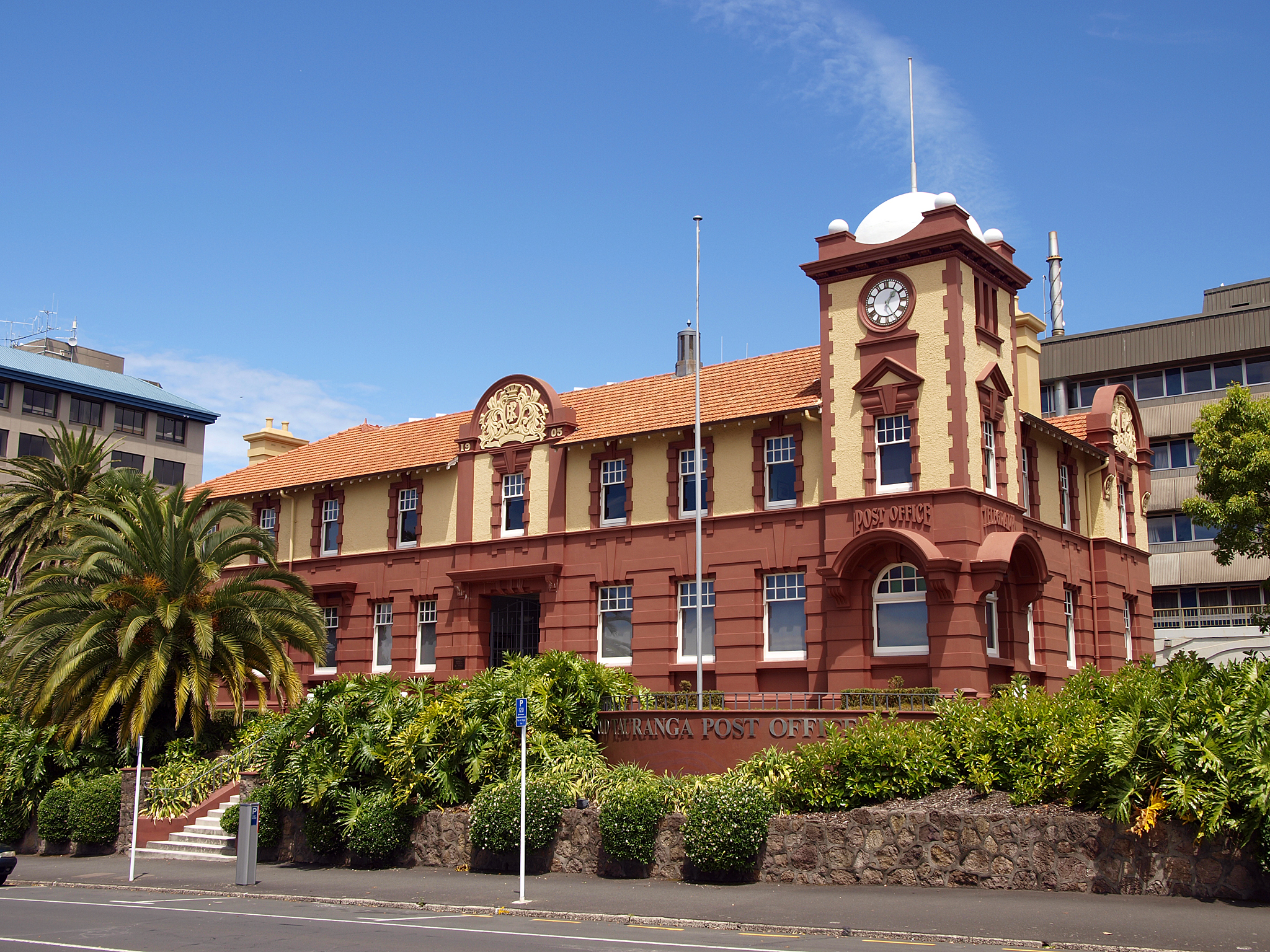
Postamt von Tauranga (1906), früheres Regierungsgebäude

1915 wurde das Rathaus der Stadt gebaut und nach dem Bau der Omanawa Falls Power Station im selben Jahr wurde in Tauranga das erste elektrifizierte Haus eingeweiht. In den 1950er und 1960er Jahren wurden aufgrund des rapiden Wachstum der Stadt die Stadtgrenzen fünf Mal erweitert, 1959 wurden Maungatapu und Hairini eingemeindet, 1961 kamen Otumoetai und Judea dazu und 1963 mit dem Erreichen der Einwohnerzahl von 21.500 Tauranga mit Stadtrechten versehen.
Mit dem Erreichen der 100.000-Einwohner-Marke im Jahr 2004 ist Tauranga eine eigenständige Stadt und darf sich seitdem Tauranga City nennen.

## Bevölkerung

### Bevölkerungsentwicklung
Von den 114.789 Einwohnern der Stadt waren 2013 18.678 Einwohner Māori-stämmig (16,3 %). Damit lebten 3,1 % der Māori-Bevölkerung des Landes in der Stadt. Das durchschnittliche Einkommen in der Bevölkerung lag 2013 bei 27.100 NZ$, gegenüber 28.500 NZ$ im Landesdurchschnitt.

### Herkunft und Sprachen
Die Frage nach der Zugehörigkeit einer ethnischen Gruppe beantworteten in der Volkszählung 2013 83,5 % mit Europäer zu sein, 17,1 % gaben an, Māori-Wurzeln zu haben, 2,4 % kamen von den Inseln des pazifischen Raums und 5,6 % stammten aus Asien (Mehrfachnennungen waren möglich). 20,5 % der Bevölkerung gab an, in Übersee geboren zu sein und 4,0 % der Bevölkerung sprachen Māori, unter den Māori 24,1 %.

## Politik

### Verwaltung
Tauranga City ist noch einmal in drei Wards unterteilt, dem Mount Maunganui/Papamoa Ward, dem Otūmoetai/Pyes Pa Ward und dem Te Papa/Welcome Bay Ward. Von den zehn Councillors (Ratsmitglieder), die zusammen mit dem Mayor (Bürgermeister) den City Council (Stadtrat) bilden, werden vier für das gesamte Stadtgebiete gewählt und jeweils zwei für jeden Ward. Der Bürgermeister und die zehn Ratsmitglieder werden alle drei Jahre neu gewählt.

### Städtepartnerschaften
Taurangas Partnerstädte sind Yantai in der Volksrepublik China und Hitachi in Japan.

## Wirtschaft
Tauranga City besitzt mit dem Port of Tauranga den zweitgrößte Hafen Neuseelands hinter Auckland, doch mit 16 Mrd. NZ$ Umsatz im Jahr 2013 stärker in seiner Wertschöpfung. Über den Hafen werden besonders Waren wie Holz, Salz und landwirtschaftlichen Produkte exportiert. Für den Tourismus ist der Hafen von Tauranga Ziel zahlreicher Kreuzfahrtunternehmen, wie Celebrity Cruises oder P&O Cruises, die den Hafen hauptsächlich als Ausgangspunkt für Tagesausflüge zu den geothermischen Attraktionen des Distrikts Rotorua Lakes nutzen. In der Kreuzfahrt-Saison 2012/2013 wurde Tauranga von insgesamt 84 Kreuzfahrt-Schiffen angefahren.
Tauranga und insbesondere die angrenzende Region um Te Puke im Osten und Katikati im Westen sind Neuseelands größte Kiwianbaugebiete. Die Kiwifrucht wird hier das ganze Jahr über angebaut und dann in alle Welt exportiert. Mehr und mehr an Bedeutung gewinnt auch der Anbau von Avocados, Tamarillos und anderen "Südfrüchten"

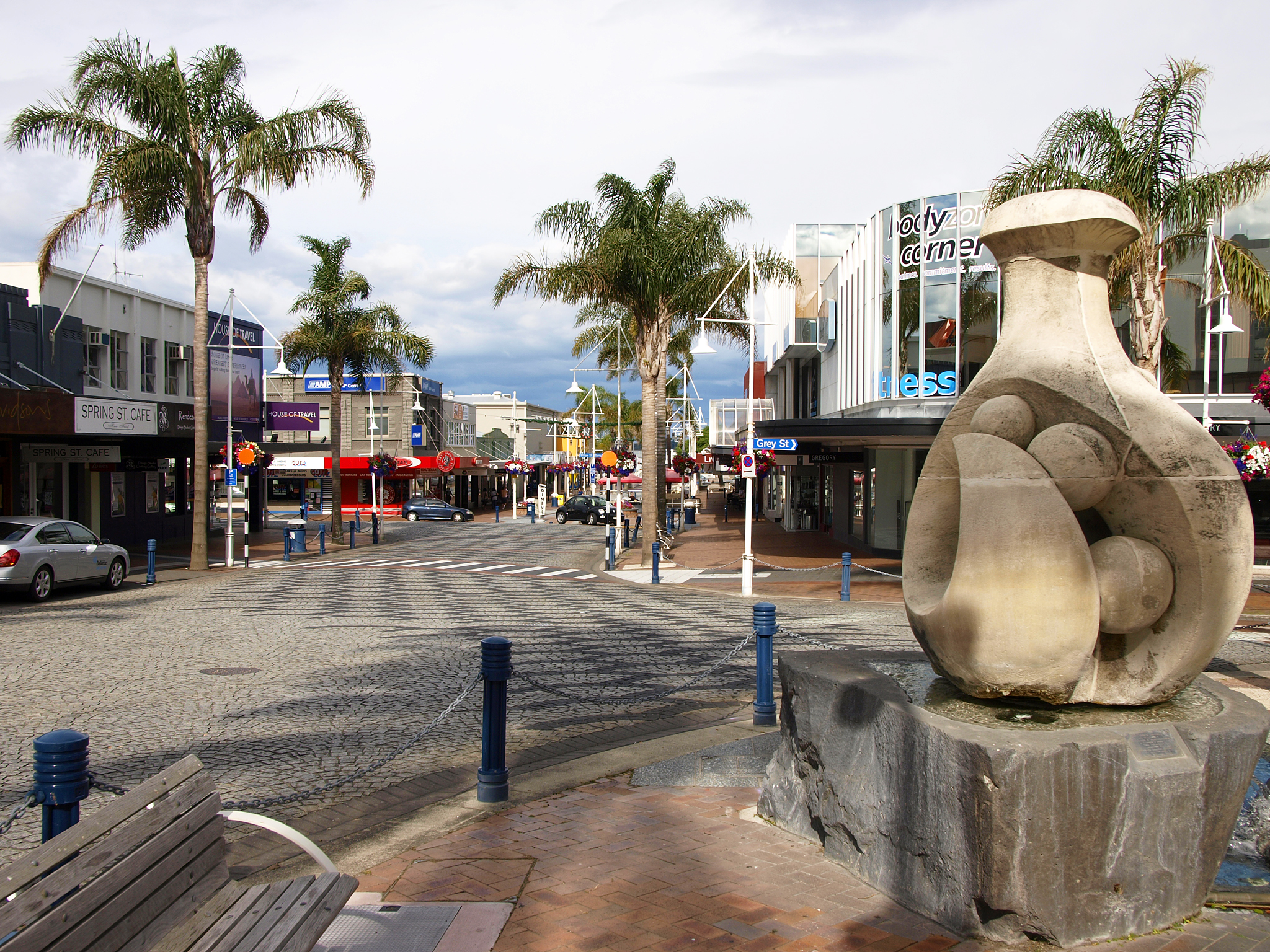
Im Stadtzentrum Ecke Grey Street

Außerdem bildet der Tourismus einen sehr wichtigen Wirtschaftssektor. Zum Beispiel ist Tauranga zu einem wichtigen Feriensitz für viele reiche Neuseeländer geworden, die dort am Strand eines der sehr teuren Ferienhäuser besitzen.
Die Stadt zählte im Jahr 2015 14.289 Unternehmen mit insgesamt 61.057 Beschäftigten. Die vier wichtigsten Wirtschaftszweig der Stadt waren im Jahr 2015 der Sozial- und Gesundheitssektor mit 14 % Anteil am Gross Domestic Product (GDP) (Bruttoinlandsprodukt), der Einzelhandel mit 11,3 %, der Baubereich mit 10,1 % und das produzierende Gewerbe mit 9,1 %.

## Infrastruktur

### Verkehr

#### Straßenverkehr
Verkehrstechnisch angeschlossen ist die Stadt durch den New Zealand State Highway 2, der von Westen kommend durch die Stadt weiter nach Whakatāne und Opotiki führt und den Nordosten der Nordinsel an Tauranga anbindet. Von Tauranga aus führen die beiden State Highways 29 und 36 ins Landesinnere, letzterer auch nach Rotorua.

#### Schienenverkehr
Die East Coast Main Trunk Railway verbindet Tauranga über Hamilton mit dem North Island Main Trunk Railway, der von Auckland bis nach Wellington führt.

#### Flugverkehr
Rund 3 km südöstlich des Stadtzentrums befindet sich auf der Landzunge von Mount Maunganui der Tauranga Airport, der am 14. Januar 1939 eröffnet wurde und die Stadt mit den wichtigsten Regionalflughäfen des Landes verbindet.

#### Schifffahrt
Tauranga besitzt mit seinem Industriehafen einen direkten Zugang zum Pazifischen Ozean.

## Kultur

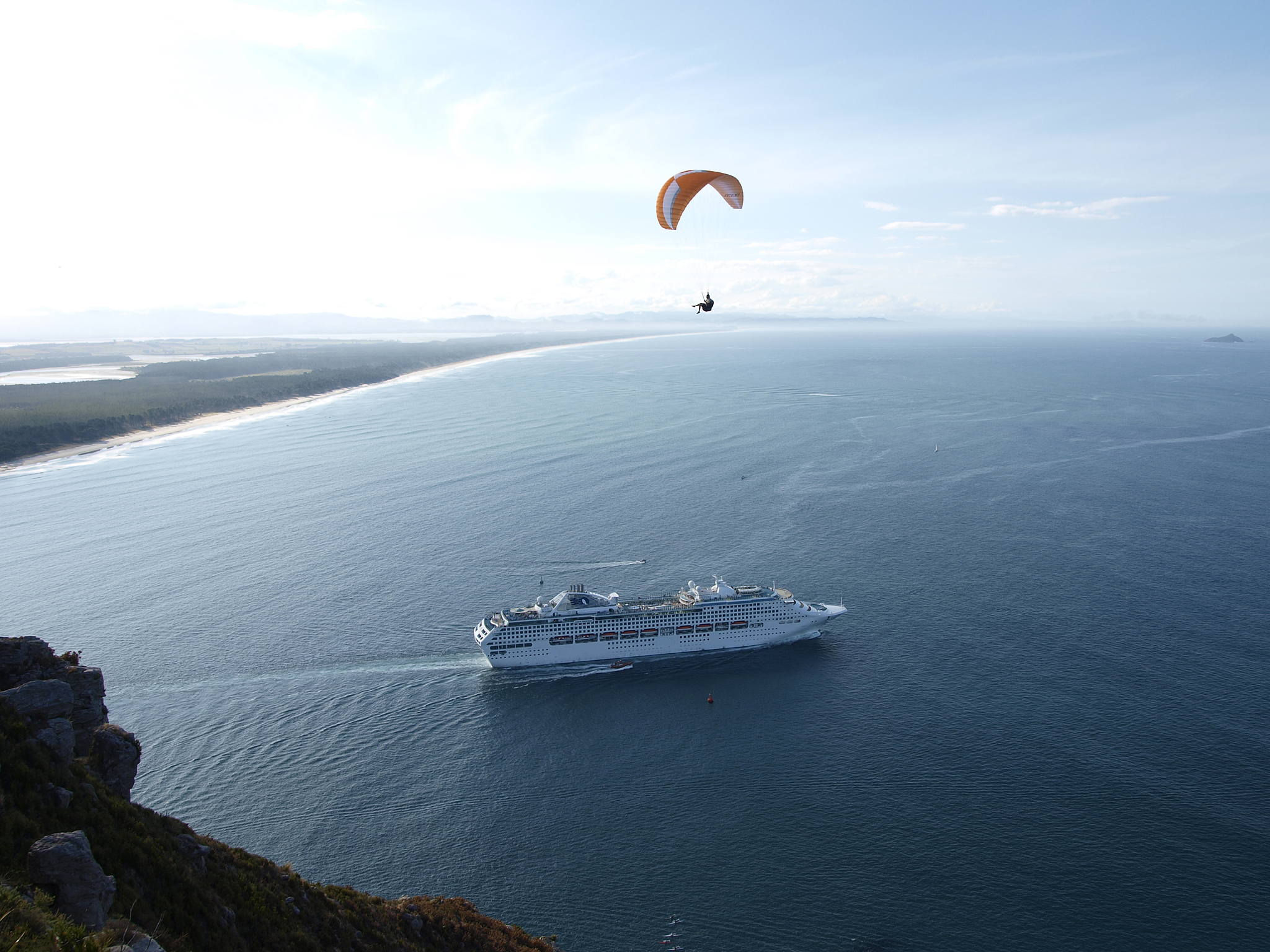
Paraglider am Tauranga Entrance vom Mount Maunganui aus gesehen

Begünstigt durch das warme Klima in der Region, bietet Tauranga vielfältige Möglichkeiten in Sport und Freizeit. Neben Bade- und Entspannungsmöglichkeiten an den langen Stränden des Stadtteils Mount Maunganui und östlich davon, erfreuen sich vor allem Wassersportarten wie Segeln und Surfen und Paragleiten vom alten Vulkankegel Mount Maunganui aus großer Beliebtheit.

## Sport
Auch Sportveranstaltungen wie der jährlich stattfindende Halbmarathon der Stadt und der jeweils im Januar stattfindende Port of Tauranga Half Ironman, der 2 km Schwimmen im Hafenbecken, 90 km Radfahren und 21,1 km Laufen beinhaltet, sind als City Event beliebt. Während beim Halbmarathon Einzelpersonen an den Start gehen, treten beim Port of Tauranga Half jeweils Teams zu je drei Personen an, die die drei Disziplinen unter sich aufteilen. Im Januar 2014 taten dies insgesamt 156 Teams mit 468 Teilnehmern. Dass es bei den Teams, die als reine Frauen-, Männer- oder auch Mixed-Teams antretend dürfen, auch um Spaß geht, zeigten die mehrheitliche witzige Namen, die sich die Teams gaben.
Die Rugby-Mannschaft der Region, Bay of Plenty Rugby Union, hat ihren Sitz im Stadtteil Mount Maunganui und spielt ihre Heimspiele teilweise in Tauranga im BlueChip Stadium.

## Persönlichkeiten
- Tony Lochhead (* 1982), Fußballspieler
- Michelle Bremer, geborene McPherson (* 1983), Triathletin
- Lisa Carrington (* 1989), Kanutin
- Sam O’Dea (* 1990), Beachvolleyballspieler
- Kane Williamson (* 1990), Cricketspieler
- Daniel Bridgwater (* 1995), Bahnradsportler
- Bradley Fuller (* 1995), Beachvolleyballspieler
- Kim Cadzow (* 2001), Radrennfahrerin